# Robbert van den Broeke
Robbert van den Broeke (Breda, 7 mei 1980) is een Nederlander die zich presenteert als paranormaal medium. Als zodanig verscheen hij sinds 2004 met enige regelmaat op de Nederlandse televisie. RTL 4 bracht in het najaar van 2005 een programmaserie met Van den Broeke uit onder de titel "Er is zoveel meer".
Van den Broeke heeft sinds 2004 een eigen bedrijf voor spirituele en esoterische begeleiding en lezingen.

## Algemeen
Robbert van den Broeke werd op 7 mei 1980 geboren in Breda. Hij heeft een jongere en een oudere zus. Al op heel jonge leeftijd zag hij onverklaarbare dingen. Als gevolg daarvan kreeg hij last van fobieën en angst-syndromen. Hij zegt al vanaf zijn derde geesten en wezens te zien. Vanaf zijn dertiende jaar ontwikkelde hij zich onder begeleiding van een psycholoog op paranormaal en spiritueel gebied. Vanaf februari 1996 begon hij graancirkels met oplichtende bollen en lichtverschijnselen waar te nemen. Met name zijn foto's met mysterieuze verschijningen die spontaan in het beeld zouden zijn verschenen zonder in de fysieke wereld zichtbaar te zijn waren zeer controversieel. Hieronder waren beelden van overledenen, UFO's en buitenaardsen.
Van den Broeke  had tot aan de corona-crisis 13 jaar lang een bloeiende praktijk aan huis als paranormaal adviseur, spiritueel medium en toekomstvoorspeller. Hij zegt daarbij contact te maken met overledenen (spiritisme). Hij beweert  geesten te kunnen fotograferen. Vanaf maart 2012 publiceerde hij veel boodschappen via een eigen website, waaronder zeer veel foto's en video's, vooral als vermeend bewijs van de paranormale verschijnselen waarover hij bericht. Deze website is inmiddels opgeheven. Anno 2022 is Van den Broeke vooral actief op Facebook en Youtube.

## Televisieoptredens en ontmaskering met genverbranding
Van den Broeke presenteerde zich in 2004 in de programma's Catherine van Catherine Keyl (RTL 4), Wonderen bestaan (KRO), Life & Cooking (RTL 4) en JENSEN! (RTL 5).
Op 18 december 2005 trad Van den Broeke op in een aflevering van "Er is zoveel meer" van presentatrice Irene Moors, die de eerste van een serie van vier zou worden. Het medium "kreeg door" dat een voorouder van iemand in een vorig leven 'genverbrander' was geweest.
Rob Nanninga van de Stichting Skepsis ontdekte later dat het om een geneverbrander (jeneverbrander) ging en dat deze informatie – met typefout – op internet te vinden was. Nanninga concludeerde dat Van den Broeke deze informatie gegoogled had en dus zijn mediamieke gaven had gesimuleerd. Bij Omroep Brabant mocht Van den Broeke nog eens optreden, waarbij hij een verkeerde voorspelling deed. In de vierde aflevering van Er is zoveel meer lijkt er een extra foto te zijn verschenen zonder dat Van den Broeke de camera heeft bediend. Nanninga ging uit van bedrog.

## Comeback
Na een aantal jaren uit de publiciteit te zijn geweest is Van den Broeke sinds 2012 terug op internet en in de media. In een interview voor het spirituele tijdschrift Spiegelbeeld geeft hij een verklaring voor het doorgeven van informatie van internet. Hij beweert dat hij deze heeft ontvangen via "het Kwantumveld" oftewel de Akasha-kronieken, waarin alles uit verleden, heden en toekomst zou staan, inclusief alle typefouten en afbeeldingen van internet. Doorgegeven afbeeldingen noemt hij "geleende beelden". In februari gaf hij een lang interview bij Sandra Reemer.
Hij demonstreert nog altijd geestesverschijningen, vastgelegd op film en foto. Ook beweerde hij contact te hebben met overleden personen als Jos Brink, Paul Kurtz, Michael Jackson, Pim Fortuyn en koningin Juliana der Nederlanden.

### Verklaring geheimzinnige foto's
In april 2012 demonstreerde Rob Nanninga hoe je eenvoudig met een stukje transparant voor de lens van een camera met daarop een afbeelding nepfoto's kunt maken van het type als die welke Van den Broeke steeds presenteert. Van den Broeke schreef op zijn website dat hij in de nacht van 18 op 19 februari 2013 buitenaardse entiteiten had gefotografeerd. Hij beweert dat hij toen een verklaring kreeg voor de verschillende camera-posities en het veranderen van de volgorde van een reeks opnamen. De entiteiten zouden dat expres doen als bewijs voor hun bovennatuurlijke gaven. Dit om de mensen los te maken van hun logica en zo onlogische zaken te kunnen begrijpen.

### Zelfontmaskering
In 2018 zou Van den Broeke zichzelf ontmaskerd hebben doordat hij met de nieuwe iPhone van de met hem bevriende documentaire-maker William Gazecki onwetend vervalste opnamen zou hebben gemaakt in de “Live”-modus van de smartphone. Van den Broeke zou later als verklaring hebben gegeven dat hij de truc-opnames op verzoek van  Gazecki expres had gemaakt om te demonstreren hoe bedrog in zijn werk zou gaan. In de Live-beelden is te zien hoe Van den Broeke met transparante afbeeldingen voor de cameralens zwaait.

### Plagiaat
De voorspellingen die Van den Broeke deed voor het jaar 2023 bleken deels overgenomen van een Engels collega-medium, vaak haast letterlijk.

## Geest van Rob Nanninga
Een half jaar na het overlijden van Rob Nanninga verscheen op 22 december 2014 op de website van Van den Broeke een verhaal – geschreven in de derde persoon – waarin werd beweerd dat Van den Broeke 's nachts de aanwezigheid van Nanninga zou hebben gevoeld. In deze hier beschreven "paranormale ervaring" krijgt Van den Broeke via de geest door dat Nanninga in het hiernamaals beseft dat hij tijdens zijn leven een vooringenomen positie had ingenomen en ten onrechte geloofde dat Van den Broeke een bedrieger was. Van den Broeke doet via de persoon Nanninga allerlei beweringen over hoe zijn mediamieke gaven zouden werken. Bijvoorbeeld over hoe vanuit "het veld" van "het hogere" informatie en  foto’s van internet in de geest van het medium worden geprojecteerd. Hij laat Nanninga ook "vanuit het hiernamaals" uitspraken doen over het onderzoek naar de praktijken van Van den Broeke.

## Bedreigingen en arrestatie
In januari 2015 verschenen bedreigingen met bloederige foto's op het Twitteraccount van Van den Broeke en bedreigingen via zijn email-adres. Eerder verschenen ook al dreigmails in 2012 en 2013. Zelf verklaarde hij dat zijn account was gehackt en dat hij aangifte had gedaan van computervredebreuk.
Op 6 januari 2016 werd Van den Broeke gearresteerd na vijf aangiften wegens bedreiging via email, Twitter en Facebook. Zijn woning werd doorzocht en hij zat zes dagen vast in een Amsterdamse politiecel in afwachting van de beslissing of hij zou worden vervolgd Volgens zijn advocaat gingen de bedreigingen door terwijl hij vast zat en kon hij het toen dus niet gedaan hebben. Volgens zijn vriend Roy Boschman werden ook haatmails verstuurd op het moment dat hij een lezing gaf waar Boschman zelf ook bij was. Hij woonde destijds in Bosschenhoofd. In oktober 2018 werd de zaak geseponeerd wegens gebrek aan bewijs. Bij Omroep Brabant bekende Van den Broeke in 2016 wel enkele op video vastgelegde hatelijke opmerkingen via Skype te hebben gedaan.
Jan Willem Nienhuys van Stichting Skepsis suggereerde dat de vermeende hacker een huisgenoot van Van den Broeke was. Na vertrek van deze huisgenoot naar het buitenland zouden de bedreigingen en hacker-claims zijn gestopt. In februari 2015 schreef Nancy Talbott uitgebreid over vermeende hackers-activiteiten tijdens Skype-gesprekken met Van den Broeke, die al in 2013 zouden zijn begonnen.

## Graancirkels
In februari 1996 ontdekte Van den Broeke naar eigen zeggen het vermogen om te voorspellen waar graancirkels zouden gaan verschijnen. Veel verhalen en foto's werden gepubliceerd door Nancy Talbott van het Amerikaanse instituut "BLT Research Team" (genoemd naar de oprichters John Burke, Wm.C. Levengood en Nancy Talbott), dat in 1992 speciaal is opgericht voor onderzoek naar graancirkels. De graancirkels en de persoon Van den Broeke trokken sindsdien veel aandacht in de Nederlandse media.
Van den Broeke claimt een aantal cirkels met eigen ogen, soms samen met anderen te hebben zien ontstaan. Sinds midden jaren 70 zou hij in zijn eentje er tientallen gevormd hebben zien worden. Opvallend veel graancirkels verschenen rond zijn woonplaats Hoeven).
Er ontstond een nauwe samenwerking met Nancy Talbott, die ook onderzoek bij hem thuis deed. Talbott claimt in 2001 en 2006 samen met hem 2 cirkels te hebben zien ontstaan. Meestal is er daarbij sprake van de aanwezigheid van lichtbollen. Getuigenissen beginnen gewoonlijk met de mededeling dat hij voelt dat er ergens een graancirkel ontstaat, waarna hij met de getuigen naar de plek toe rijdt. In mei 2012 zou, volgens een verslag van Nancy Talbott, Van den Broeke in eerste instantie met zijn vrienden Roy en Stan naar een graancirkelveld zijn gereden zonder iets te zien. Na zijn vrienden te hebben weggestuurd verscheen een formatie begeleid door een stuiterende paarse lichtbol. In september nam hij Stan mee naar hetzelfde veld –  nadat hij daar in gedachten een vliegende schotel had gezien –  en er bleek een tweede cirkelformatie te zijn verschenen. Nog dezelfde maand fotografeerde hij in het bijzijn van een camera-team op dezelfde plek een paarse bol met het gezicht van een buitenaards wezen.
In juli 2013 zou Robbert’s vriend Stan in Hoeven eveneens getuige zijn geweest. In juni 2014 zou dat tweemaal achter elkaar zijn gebeurd in het bijzijn van zijn vriend Roy Boschman. Alle gevallen werden beschreven door Nancy Talbott.
Tussen 2005 en 2007 werden minstens 4 cirkels gevonden in Hoeven. In december 2009 waren na elkaar twee formaties in een besneeuwd veld bij Hoeven te zien. Het precieze tijdstip van ontstaan is niet bekend. In de media wordt Van den Broeke vaak vermeld als de ontdekker van de eerste Nederlandse graancirkel van het jaar, zoals in maart 2007. De eerste cirkels van 2011, eveneens in Hoeven, werden door hem op eerste paasdag (24 april) bekendgemaakt. De cirkelformatie van 24 april 2012, bestaande uit 7 cirkels, werd de dag ervoor nog niet aangetroffen toen Van den Broeke zijn vriend Stan naar de plek toebracht. Toen ze de volgende dag terugkeerden zag hij naar eigen zeggen 7 heldere lichten boven het veld, waar de cirkels vervolgens ontstonden. Typisch is het poedervormige magnesiumcarbonaat dat vaak bij de cirkels wordt aangetroffen.
In juni 2019 meldde hij de eerste Nederlandse graancirkel nabij  Zegge, waar hij een ontmoetingsplek voor belangstellenden organiseerde. Precies een jaar later vond hij de twee eerste cirkels van 2020 in Hoeven en Bosschenhoofd.